# Сел (Вар)
Сел (фр. Celle) је насеље и општина у Француској у региону Прованса-Алпи-Азурна обала, у департману Вар која припада префектури Брињол.
По подацима из 2011. године у општини је живело 1317 становника, а густина насељености је износила 62,71 становника/km². Општина се простире на површини од 21 km². Налази се на средњој надморској висини од 227 метара (максималној 827 m, а минималној 219 m).

## Демографија
| 1962. | 1968. | 1975. | 1982. | 1990. | 1999. | 2011. |
| ----- | ----- | ----- | ----- | ----- | ----- | ----- |
| 243   | 363   | 543   | 730   | 911   | 1.082 | 1.317 |

График промене броја становника у току последњих година